# Висновок
Ви́сновок — остаточна думка про що-небудь, логічний підсумок, зроблений на основі спостережень, міркувань або розгляду певних фактів.
Висно́вувати означає робити ви́сновок. Виснувати, або вивести X означає зробити висновок, що X є істинним.
Висновок — форма мислення, за допомогою якої з одного або кількох суджень виводиться нове судження, що містить у собі нове знання.
Наприклад, коли з двох суджень: 1) «Кожен обвинувачуваний має право на захист» і 2) «Петренко — обвинувачуваний» виводиться третє судження: «Петренко має право на захист», ми робимо умовивід.
Термін «умовивід» вживається у подвійному значенні. Під «умовиводом» розуміють і розумовий процес виведення нового знання із суджень, і саме нове судження як наслідок розумової операції.
Умовивід за своєю структурою складніший, ніж поняття судження, форма мислення. Поняття і судження входять до складу умовиводу як його елементи.
Будь-який умовивід складається із засновків і висновку.
Засновки — це судження, із яких виводиться нове знання.
Висновок — судження, виведене із засновків.
Наприклад, візьмемо умовивід: «Будь-який злочин суспільно небезпечний», «Крадіжка є злочин». Отже, крадіжка суспільно небезпечна.
У цьому умовиводі перші два судження є засновками, а третє судження, яке стоїть після слова «отже», — висновок.
Умовивід — це логічний засіб здобування нового знання. У процесі умовиводу здійснюється перехід від відомого до незнайомого. Об'єктивною підставою умовиводу є зв'язок і взаємозалежність предметів і явищ дійсності. Якби навколишній світ складався з нагромаджених не пов'язаних між собою випадкових предметів і явищ, то від знання одних предметів не можна було б перейти до знання інших і, отже, умовивід як форма мислення був би неможливим. Але оскільки предмети і явища об'єктивної дійсності взаємопов'язані, підпорядковані певним законам, то існує не тільки можливість, а й необхідність пізнання одних предметів на підставі знання інших.
Це не означає, звичайно, що нове знання можна вивести із сполучення будь-яких суджень. Умовиводом є не будь-яке сполучення, а тільки таке, у якому між судженнями існує логічний зв'язок, котрий відображає взаємозв'язок предметів і явищ самої дійсності. Якщо ж предмети дійсності не пов'язані між собою, то й судження, що відображають ці предмети, логічно будуть не пов'язаними, і тому вивести із них якесь нове знання, тобто побудувати умовивід, не можна. Наприклад, із таких двох суджень: «Будь-який злочин є діяння суспільно небезпечне», «Усі дерева є рослини» — не можна зробити ніякого висновку тому, що ці судження відображають об'єкти різних предметних областей, логічно не пов'язані. Отже, сполучення цих суджень не є умовиводом.
У будь-якому умовиводі слід розрізняти три види знань:
1. Вихідне знання те, з якого виводиться нове знання — воно міститься в засновках умовиводу.
2. Висновкове знання — міститься у висновку.
3. Обґрунтовуюче знання — знання, котре пояснює пра-вомірність висновку із засновків. Обґрунтовуюче знання міститься в аксіомах і правилах умовиводів, воно не входить до складу умовиводу у вигляді окремого судження, а складає логічну підставу висновків, дає відповідь на запитання про те, чому висновок, здобутий з тих чи інших суджень, є правомірним і неодмінним.

За допомогою умовиводів здобувають знання опосередковані, або висновкові.
Знання бувають безпосередні та опосередковані (висновкові).
Безпосередніми називаються знання, здобуті за допомогою безпосереднього сприймання предметів або явищ. На приклад, «Ця стіна біла»; «На замку, яким замикали магазин, наявні сліди злому» і т. д.
В істинності (або хибності) цих суджень ми переконуємо ся за допомогою живого споглядання предметів, не вдаючись до логічних доказів і міркувань. Щоб визнати, наприклад, судження «Ця стіна біла» істинним або хибним, досить по глянути на цю стіну.
Безпосередні знання становлять незначну частину всіх наших знань. Основними знаннями є знання опосередковані.
Опосередкованими (висновковими) знаннями називають ся знання, які ми виводимо з наявних, раніше здобутих знань. Наприклад, знання про виникнення життя на Землі, про по ходження людини, земних материків, гір, морів, про причини війн, сутність права тощо є знаннями опосередкованими, вони виведені із інших істинних знань.
У кримінальному судочинстві пізнання також в основному є опосередкованим. Зумовлено це тим, що злочин, предмет судового розслідування, є факт минулого стосовно моменту його розслідування і судового розгляду, і, отже, безпосереднє спостереження слідчим і судом даної події не може мати місця. Для пізнання істини в кримінальній справі існує лише один шлях: установлення фактів — слідів злочину і на їхній підставі відновлення злочинної події в цілому. Звідси вирішальна роль належить умовиводам у судовому дослідженні.
Висновок в умовиводі може бути або істинним, або хибним. Для того щоб висновок умовиводу був істинним, необхідно дотримуватися таких двох умов.
1. Засновки, з яких роблять висновок, мають бути істинним
2. Умовивід має бути логічно правильним.

Недотримання однієї з цих умов призводить до того, що висновок із засновків стає хибним. Розгляньмо це на прикладі:
Будь-які купівля-продаж пов'язані з переходом права власності.
Дарування не є купівля-продаж.
Отже, дарування не пов'язане з переходом права власності.''
Цей умовивід побудований логічно правильно, але висновок хибний.
Отже, у процесі здобуття логічних висновків необхідно і стежити за тим, щоб засновки були істинними, і за тим, щоб дотримувалися правила того умовиводу, у формі якого робиться даний висновок.
Умовиводи бувають різних видів. За кількістю засновків умовиводи поділяються на безпосередні та опосередковані.
Безпосереднім називається такий умовивід, у якому ви- мок робиться з однієї посилки.
Опосередкованим називається такий умовивід, у якому висновок робиться з двох і більше засновків.
За спрямованістю процесу міркування опосередковані умовиводи поділяються на дедуктивні та індуктивні.
У дедуктивних умовиводах висновок іде від знання більшого ступеня спільності до знання меншого ступеня спільності. Так, у дедуктивному умовиводі

Усі громадяни країни мають дотримуватися законів цієї країни.
Петренко — громадянин цієї країни.
Отже, Петренко зобов'язаний дотримуватися її законів — висновок іде від знання про клас — усіх громадян країни, до знання про окремого представника цього класу — Петренка.'
В індуктивних умовиводах висновок іде від знання окремих, одиничних предметів до знання всіх предметів класу, до знання класу в цілому.
Приклад індукції:
Шпигунство здійснюється навмисно.
Диверсія здійснюється навмисно.
Шкідництво здійснюється навмисно.
Шпигунство, диверсія, шкідництво — особливо небезпечні
державні злочини.
Отже, всі особливо небезпечні державні злочини здійснюються
навмисно.'